# オオツヤヒサシサイカブト
オオツヤヒサシサイカブト（Megaceras stuebelii）は、カブトムシの一種である。